# Campus del Centro de Helsinki

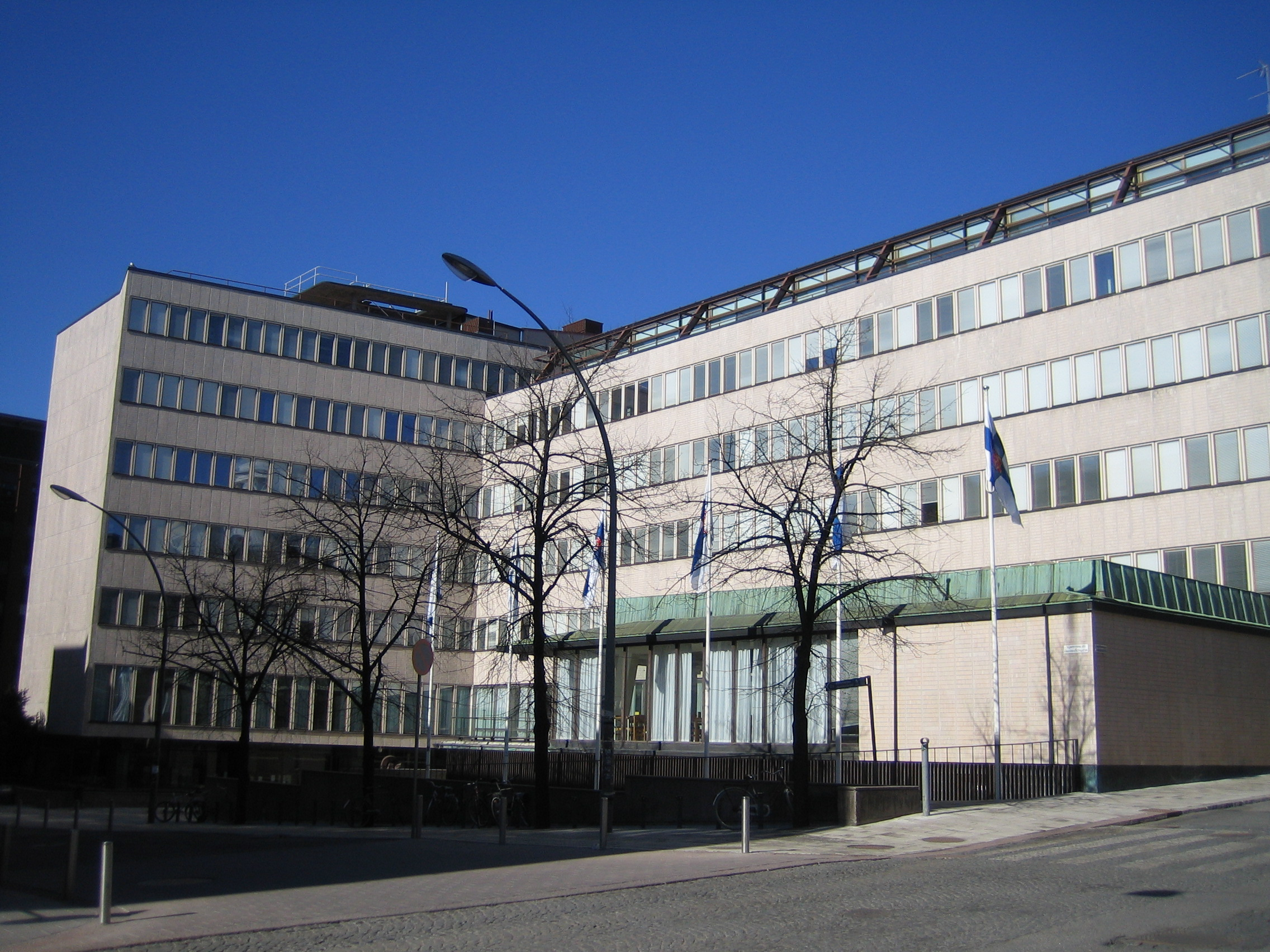
Edificio Porthania.

El Campus del Centro de Helsinki es uno de los cuatro campus de los que cuenta la Universidad de Helsinki en Finlandia, enfocado en las enseñanzas de Humanidades. Comprende las siguientes unidades:
- Facultad de Bellas Artes
- Facultad Psicología
- Facultad de Derecho
- Facultad de Sociología
- Facultad de Teología

Además, la central de la universidad algerga los departamentos administrativos y varios institutos de investigaciones independientes. 